# Sutz-Lattrigen
Sutz-Lattrigen – gmina (niem. Einwohnergemeinde) w Szwajcarii, w kantonie Berno, w regionie administracyjnym Seeland, w okręgu Biel/Bienne. Leży nad jeziorem Bielersee.

## Demografia
W Sutz-Lattrigen mieszka 1 399 osób. W 2020 roku 9,4% populacji gminy stanowiły osoby urodzone poza Szwajcarią.